# Hubert Sinègre
Hubert Sinègre, né le 22 août 1969, est un taekwondoïste français.
Il remporte la médaille d'argent dans la catégorie des moins de 64 kg aux Championnats du monde de taekwondo 1989 et deux médailles de bronze continentales, aux Championnats d'Europe de taekwondo 1988 et aux Championnats d'Europe de taekwondo 1990.